# Butt Fumble
Il Butt Fumble è una celebre giocata di football americano nella National Football League (NFL) nella gara disputata il Giorno del Ringraziamento, il 22 novembre 2012, tra i New York Jets e i New England Patriots.
Davanti a una platea di 79.000 tifosi del MetLife Stadium e di fronte a un'audience televisiva in prima serata di almeno 20 milioni, il quarterback dei Jets Mark Sanchez si scontrò con le natiche del suo compagno, l'offensive lineman Brandon Moore, causando un fumble che fu recuperato dalla safety dei Patriots Steve Gregory che lo ritornò in touchdown. La giocata fu al centro di un disastroso secondo quarto, nel quale i Jets persero tre fumble, con i Patriots che convertirono ognuno di essi in touchdown, uno in attacco, uno in difesa e uno negli special team, tutto nell'arco di 52 secondi di gioco. In quel secondo quarto, i Jets ebbero il possesso del pallone per oltre 12 minuti (su 15 possibili) e subirono un parziale negativo di 35–3.
La gara e il famoso "butt fumble" sono ricordati in particolare come il punto più basso della stagione 2012 dei Jets, con l'imbarazzante sconfitta che fu la settima per la squadra, eliminandola dalla caccia ai play-off. Il butt fumble è spesso considerato una delle peggiori azioni della storia della NFL ed è stato classificato come il momento più imbarazzante della storia dei Jets da ESPN.

## Antefatti

### Trasmissione televisiva
A partire dal 2006, la NFL iniziò a trasmettere una gara il giovedì sera per tutta la stagione. Ciò incluse una terza gara disputata il Giorno del Ringraziamento la quale, diversamente dalle due precedenti, sarebbe stata trasmessa a rotazione. Inizialmente queste partite furono trasmesse su NFL Network, con il programma che sarebbe stato trasmesso over-the-air nei mercati locali delle squadre.
Il Sunday Night Football di NBC è l'orario più importante per la NFL, la quale trasmette le squadre e le partite più popolari in esso. Per la stagione 2012, NBC aggiunse la gara serale del Giorno del Ringraziamento alla sua programmazione, con l'attesa di ottimi ascolti.. Lo staff di NBC per tale programma includeva Al Michaels come commentatore delle azioni di gioco e Cris Collinsworth al commento tecnico.

### Squadre
I Patriots del capo-allenatore Bill Belichick dominarono la AFC East e la lega nel precedente decennio. Il capo-allenatore Rex Ryan e il giovane quarterback Mark Sanchez avevano guidato i Jets alla finale di conference nel 2009 e nel 2010 tuttavia, riuscendo a battere inaspettatamente anche i Patriots in trasferta nel gennaio 2011. Mentre i Jets non raggiunsero i play-off nel 2011, i tifosi si attendevano che nel 2012 la squadra potesse dare ancora del filo da torcere a New England.
Sia i Jets che i Patriots avevano vinto la loro gara precedente. I Patriots, con la vittoria sugli Indianapolis Colts la settimana precedente, arrivarono alla partita su un record di 7-3 e con una striscia di tre vittorie consecutive erano in testa alla AFC East. I Jets erano alla pari con altre due squadre nella division, i Buffalo Bills e i Miami Dolphins, su un bilancio di 4-6 dopo la vittoria sui St. Louis Rams quattro giorni prima.

## La partita
| Arbitro: | Mike Carey |

| |            | |
| W. Welker 14':54" Q2 (TD) ricezione da 3 yd S. Gostkowski 14':54" Q2 (pat) S. Vereen 9':43" Q2 (TD) ricezione da 83 yd S. Gostkowski 9':43" Q2 (pat) S. Gregory 9':00" Q2 (TD) ritorno fumble da 32 yd S. Gostkowski 9':00" Q2 (pat) J. Edelman 8':51" Q2 (TD) ritorno fumble da 22 yd S. Gostkowski 8':51" Q2 (pat) J. Edelman 3':8" Q2 (TD) ricezione da 56 yd S. Gostkowski 3':8" Q2 (pat) T. Brady 12':2" Q4 (TD) corsa da 1 yd S. Gostkowski 12':2" Q4 (pat) S. Ridley 11':7" Q4 (corsa da 9 yd) S. Gostkowski 11':7" Q4 (pat) | Marcatori  | N. Folk 0':2" Q2 (FG) 32 yd S. Ridley 6':47" Q3 (saf) penalità di Ridley convertita in safety B. Powell 4':41" Q3 (TD) corsa da 4 yd N. Folk 4':41" Q3 (pat) D. Keller 2':21" Q4 (TD) ricezione da 1 yd N. Folk 2':21" Q4 (pat) |
| Bill Belichick | Allenatori | Rex Ryan |

### Prima del butt fumble
Un primo quarto senza marcature si concluse con i Patriots sulla linea delle 3 yard dei Jets. Il secondo si aprì con un passaggio da touchdown da Tom Brady a Wes Welker. I Jets risposero con un drive fino alla linea delle 31 yard di New England. Su una situazione di quarto down, tuttavia, avvenne la prima di una serie di errori che fecero sfuggire la gara ai Jets.

### Il fumble di Shonn Greene
Il running back dei Jets Shonn Greene fu placcato a poca distanza dal primo down dal linebacker dei Patriots Brandon Spikes, perdendo il possesso del pallone. Questo fu recuperato dalla safety Steve Gregory sulla linea delle 19 yard dei Patriots, che venne placcato dopo un ritorno di due yard.
I Patriots segnarono nella giocata successiva. L'halfback Shane Vereen corse sulla sinistra, battendo la marcatura del linebacker Bart Scott. Scott era allineato anch'egli all'interno e un blocco di Welker gli impedì di raggiungere Vereen. Questi ricevette il passaggio di Brady attorno alla linea delle 25 yard dei Patriots e corse lungo la linea laterale per un touchdown da 83 yard.
Dopo un touchback, il successivo possesso dei Jets iniziò con un passaggio completato da 11 yard da Sanchez a Clyde Gates. Con 9 minuti e 10 secondi al termine del secondo quarto, i Jets si trovarono su una situazione di primo down e dieci sulla propria linea delle 31 yard. Nella giocata che seguì avvenne il famoso "butt fumble".

### La giocata del butt fumble
I Jets si allinearono dietro la linea di scrimmage, con Sanchez dietro il centro. Il fullback Lex Hilliard era allineato dietro a Sanchez nella cosiddetta "formazione a I", con Green come running back. La giocata prevista avrebbe dovuto vedere Sanchez fingere di consegnare il pallone a Greene sulla sinistra, mentre Hilliard avrebbe dovuto prendere in realtà il possesso, tuffandosi sulla destra.
Quando Sanchez ricevette lo snap, andò scorrettamente sulla sinistra e Hilliard gli corse oltre. Tentando di salvare la giocata mal riusciuta, Sanchez corse in avanti con il pallone. Mentre stava avvenendo ciò, la guardia destra Brandon Moore tentò di bloccare il defensive tackle Vince Wilfork per dare modo al suo quarterback di correre in avanti. Sanchez optò per una scivolata in avanti per proteggersi, non realizzando dove si trovassero lui o il suo uomo di linea. Quando iniziò a scivolare, Sanchez colpì Moore al posteriore, perdendo immediatamente l'equilibrio e il possesso del pallone. Mentre Sanchez cadeva a terra con Moore sopra di esso, il pallone rimbalzò sulla destra, vicino alla linea delle 32 yard, davanti a Gregory, il cui recupero precedente aveva portato al touchdown di Vereen. Gregory raccolse il pallone con la punta delle dita e corse indisturbato verso la end zone dei Jets, andando a segno. Dopo avere calciato l'extra point, i Patriots si portarono in vantaggio per 21–0.

### Il fumble di Joe McKnight
I Jets persero un altro pallone nella giocata successiva. Nel kickoff che seguì il touchdown del Butt Fumble, il kick returner Joe McKnight si lasciò sfuggire l'ovale dopo essere stato colpito da Devin McCourty. Il wide receiver dei Patriots Julian Edelman raccolse il pallone in aria e lo ritornò per 22 yard nel terzo touchdown di New England in 52 secondi di gioco, portando il risultato sul 28-0. Le telecamere televisive pescarono l'allenatore dei Jets Ryan sulla linea laterale esclamare: "È fottutamente incredibile!"
Alcuni tifosi dei Jets lasciarono lo stadio e altri diedero voce alla propria insoddisfazione per il modo in cui la loro squadra stava giocando. Molti si infuriarono con Sanchez e iniziarono a chiedere a Ryan di sostituirlo con la riserva Tim Tebow. Tuttavia i Jets non rivelarono fino al termine della partita che Tebow stava recuperando da un infortunio, malgrado fosse stato dichiarato tra i giocatori attivi, e che non avrebbe potuto scendere in campo.

### Il resto della partita
A due minuti dal termine del secondo tempo, il punteggio era di 35–0 dopo che Edelman ricevette un touchdown da 56 yard da Brady. Gli altoparlanti dello stadio suonarono "It Ain't Over 'til It's Over" (non è finita finché non è finita).
Nick Folk segnò i primi punti dei Jets con un field goal prima del termine della prima frazione e i Jets riuscirono a portarsi sul 35-12 dopo una safety dei Patriots e una corsa di Bilal Powell, ma Brady e Stevan Ridley segnarono entrambi nel quarto periodo e Dustin Keller ricevette l'ultima marcatura di giornata.

## Eventi successivi
Uno dei tifosi dei Jets che lasciarono l'impianto all'intervallo fu il celebre Ed "Fireman Ed" Anzalone, la mascotte de facto della squadra. Anzalone era divenuto progressivamente frustrato per il modo in cui alcuni tifosi lo trattavano, in particolare perché all'epoca indossava regolarmente una divisa di Mark Sanchez. Dopo la gara, Anzalone annunciò che non avrebbe più indossato il suo caratteristico casco da pompiere ma sarebbe rimasto un tifoso dei Jets e avrebbe assistito ad ogni partita disponibile. Anzalone tornò a indossare il casco nel 2015.
NBC continuò la sua tradizione per le gare del Giorno del Ringraziamento di premiare il migliore, o i migliori, giocatori della partita, selezionati da John Madden. Gregory, Wilfork e Brady ricevettero tale premio. Gregory concluse la gara con due fumble recuperati, di cui uno ritornato in touchdown, un altro fumble forzato e un intercetto.
Brady completò 18 passaggi su 27 per 323 yard e 3 touchdown, oltre a un quarto su corsa, per un passer rating di 144,5. Sanchez completò 26 passaggi su 36 per 301 yard, un touchdown, un intercetto e un fumble, per un passer rating di 94,8.
La trasmissione di NBC attrasse oltre 24 milioni di telespettatori, molti dei quali però cambiarono canale dopo che risultò chiaro quale sarebbe stata la squadra vincitrice. L'audience scese a 15 milioni alle ore 22.00 ed ebbe una deludente media di 19,2 milioni, molto meno delle due gare precedenti. La gara fu la seconda più vista tra quelle in prima serata di quel turno, dietro la sfida tra Packers e Giants.
Incluso il butt fumble, Sanchez perse il pallone 24 volte nelle stagioni 2011 e 2012. Nel 2013 il nuovo allenatore dei quarterback dei Jets David Lee istituì un programma volto a limitare i fumble insegnando a Sanchez a tenere il pallone con entrambe le mani. In ciò che Lee chiamò "The Sanchez Drill", il quarterback doveva correre tra due ali di giocatori che tentavano di strappargli il pallone dalle mani con mazze ricoperte di spugna. Lee spiegò alla stampa: "Mark può vincere in questa lega. Lo ha già dimostrato. Ha giocato per dei titoli. Sono brutalmente onesto a volte. Gli ho detto: 'Hey, la cosa migliore che puoi fare per aiutare la sua squadra, la cosa numero uno, è avere cura del pallone.'"

### Reazioni e analisi
Nella conferenza stampa dei Jets dopo la partita, Sanchez spiegò: "Stavo pensando a una giocata diversa nella mia testa. È stato un errore mentale. Quando ho realizzato che non c'era nessuno a cui consegnare il pallone, ho iniziato a correre verso la linea per salvare il salvabile e sono caduto e scivolato addosso a Brandon Moore." "Stavo cercando di cadere. La giocata era finita. [...]. Fare la cosa giusta. Prendere un secondo e dieci e guadagnare un altro down. Non credo molto nella fortuna, ma è stato piuttosto sfortunato. È andata veramente male." In un'intervista sei giorni dopo, Sanchez descrisse di nuovo la giocata: "È imbarazzante. Ho rovinato la giocata e stavo provando a fare la cosa fiusta. Non stavo provando a forzare qualcosa. Ho iniziato a scivolare e sono arrivato nel peggior posto possibile—proprio addosso a Brandon Moore. Penso che più di ogni altra cosa fossi stupefatto. Proprio come in un incidente stradale. È stato tipo: 'Whoa. Che è successo?' Poi, la palla era andata. È stato strano."
Rivolto in avanti, Moore non poté vedere Sanchez sbagliare la consegna del pallone ma ricorda che "puoi sentirlo. Capisci che qualcosa è andato storto." Quando avvenne il fumble, Moore non fu a conoscenza che fosse stato causato dalle sue natiche; fu messo al corrente del suo ruolo solo a fine partita. Quando gli fu chiesto della giocata, Moore rispose: "Perché devo parlarne? Non capisco perché continuate a chiedermi di quella giocata. ... Penso sia stato un errore nella consegna del pallone." Dopo avere consultato Sanchez e i suoi assistenti allenatori, l'allenatore dei Jets Rex Ryan disse: "Penso che [Sanchez] si sia girato dalla parte sbagliata. Ecco ciò che è successo. È stato un errore mentale e poi ha provato la scivolata. Quando l'ha fatto, è sbattuto contro Brandon."
Ci fu un disaccordo nel ruolo di Wilfork nel causare il fumble. Nella conferenza stampa dei Patriots di fine partita, questi disse: "Stavo lottando contro la pressione, venendo che il pallone andava da quella parte. Mi hanno insegnato a combattere la pressione con la pressione, così ho sbattuto Sanchez a terra e causato il fumble." Nella telecronaca di NBC, immediatamente dopo la giocata, il commentatore tecnico Cris Collinsworth disse che "Vince Wilfork gettò Brandon Moore verso Mark Sanchez," cosa che contemporaneamente affermò il commentatore della radio dei Patriots Scott Zolak. Moore non fu d'accordo con il commento di Collinsworth: "quando qualcuno scivola dietro di te, sei costretto a cadere. Questo avviene spesso. Non sai cosa sta succedendo (dietro di te)." In risposta a Moore, Collinsworth spiegò il suo commento in un'intervista telefonica con ESPN, dicendo che Wilfork poté vedere la giocata svilupparsi, perciò "invece di andare verso Moore, lo spinse indietro e fece accadere tutto ciò che avvenne dopo." Un giornalista del New York Daily News invece diede ragione a Moore, affermando che: "Riguardando la giocata Moore si oppone nel modo corretto a Wilfork muovendosi in avanti."
Gregory ricordò così la sua prestazione nella partita: "È stato un bel giorno per me. Una parte di esso è stato solo essere al posto giusto nel momento giusto. È stato uno sforzo di squadra. I ragazzi là davanti hanno fatto un buon lavoro." Belichick disse del recupero di fumble di Gregory: "È stata solo una buona giocata."

## Il resto della stagione

### Jets
Con la sconfitta i Jets scesero a un record di 4-7, annullando le loro già minime speranze di play-off. La squadra vinse la gara successiva contro gli Arizona Cardinals ma Sanchez giocò ancora male e fu sostituito dalla riserva Greg McElroy e i Jets si imposero solo per 7–6. Sanchez fece ritorno nella gara che seguì, una vittoria contro i Jacksonville Jaguars ma una sconfitta con cinque palloni persi contro i Tennessee Titans, tutti per causa sua, lo spinsero in panchina. I Jets persero le ultime due gare della stagione e conclusero con un bilancio di 6–10. Mark Sanchez concluse l'annata con 14 fumble, di cui 8 persi. Quei 14 fumble furono il secondo peggior risultato della NFL, dietro ai 15 di Philip Rivers, mentre gli 8 persi furono il peggiore risultato della lega per un giocatore offensivo.
Prima dell'inizio della stagione successiva, diversi giocatori coinvolti negli errori di questa gara non furono trattenuti da New York. A Shonn Greene non fu rinnovato il contratto e firmò con Tennessee. Bart Scott fu svincolato e optò per il ritiro, iniziando una carriera come commentatore televisivo. Brandon Moore si ritirò anch'egli dopo che non gli fu rinnovato il contratto dai Jets. Joe McKnight rimase con la franchigia nel training camp ma fu poi svincolato e passò tutta la stagione 2013 fuori dai campi di gioco, prima di fare ritorno nella CFL dove trascorse due stagioni prima di venire assassinato nel 2016.
Per quanto riguarda i quarterback, dopo la stagione 2012 la squadra adottò una strategia differente. Tim Tebow fu svincolato e non scese più in campo in partite ufficiali, mentre il coordinatore offensivo Tony Sparano fu licenziato. Nel Draft NFL 2013 i Jets scelsero Geno Smith, un quarterback da West Virginia, nel secondo giro per competere con Sanchez. Quest'ultimo subì un infortunio alla spalla nella pre-stagione e fu svincolato dal club dopo la stagione 2013.

### Patriots
I Patriots conclusero vincendo quattro delle ultime cinque gare e chiusero con un bilancio di 12–4, vincendo il titolo della AFC East con il secondo miglior record della conference. Dopo avere battuto gli Houston Texans nel divisional round dei play-off, New England affrontò i Baltimore Ravens nella rivincita della finale della AFC dell'anno precedente, che aveva visto i Patriots vincere e qualificarsi per il Super Bowl XLVI. Questa volta, in una gara equilibrata, la squadra perse con i Ravens, che avrebbero poi conquistato il Super Bowl XLVII.

## L'eredita del Butt Fumble
Il produttore Fred Gaudelli e altri dello staff di NBC riconobbero subito la dose di umorismo scatenata dal butt fumble e lo mostrarono ripetutamente durante la partita. Nel giro di pochi minuti un video virale apparve su Internet e l'azione fu pesantemente sbeffeggiata nei notiziari del giorno successivo. "Butt Fumble" è il nome ufficiale della NFL per quell'azione. Non fu tuttavia il primo butt fumble del 2012: un mese prima, Felix Jones dei Dallas Cowboys perse il pallone in un modo simile dopo avere sbattuto contro il compagno Ryan Cook, portando alcuni utenti su Twitter ad usare l'hashtag #buttfumble. L'ampia platea del Giorno del Ringraziamento per la gara tra Patriots e Jets, senza nessun'altra partita NFL in contemporanea, portò ad associare il termine con la giocata Sanchez-Moore.
I giocatori non si resero conto che il fumble fosse diventato fonte di umorismo finché non videro la ripetizione della giocata nelle proprie case. Brady disse: "La prima volta che l'ho visto mi sono messo a ridere a crepapelle in bagno da solo per 20 secondi". Quando la vide Sanchez con alcuni compagni di squadra, essi lo supportarono. "Speriamo di poterne ridere in futuro", affermò. Moore sulla popolarità della giocata: "Al giorno d'oggi le cose più piccole diventarono sensazioni su internet. Non è sorprendente". Quando gli fu chiesto se trovasse la giocata divertente, Moore rispose: "No".
Nell'agosto 2013 un giornalista sportivo del New York Post scrisse che il butt fumble "ha definito la spirale negativa di Sanchez con i Jets". Terranova scrisse che la giocata aveva ingiustamente oscurato le stagioni in cui Sanchez aveva portato i Jets alla finale della AFC oltre che "dieci anni di giocate solide" per Moore nella linea offensiva. Quando Moore si ritirò nel 2013 rifletté sull'azione: "È divertente pensare che la gente lo trovi divertente. Per come la vedo, non penso che dovrebbe avere alcun collegamento con la mia carriera. Non penso rifletta il giocatore che sono stato per dieci anni. Non ci penso davvero molto."
Poco dopo la partita, Sanchez affermò: "È andata così e probabilmente verrà mostrata per un po'. È parte del gioco". Aveva ragione. Il programma SportsCenter di ESPN la mandò in onda ogni venerdì nell'edizione del programma. Fu parte di un segmento intitolato "Il peggio del peggio", dove i tifosi votavano online se la giocata peggiore di quella settimana fosse più grave di quella delle settimane precedenti.
Sanchez in un'intervista del 2013: "Le persone mi chiedono del butt fumble e dicono, 'Caspita, non ti dà fastidio?' Stai scherzando? Ci pensi ogni venerdì se viene trasmessa su 'SportsCenter' Sono giù di morale? A chi importa? Ci sto lavorando. Sto con la mia famiglia. Sto facendo beneficenza. È l'ultima cosa nei miei pensieri". The Ringer scrisse nel 2022 che "il Butt Fumble concluse effettivamente l'era di Mark Sanchez" e le speranze dei Jets di contrastare il dominio di Belichick e dei Patriots.
Per quaranta settimane consecutive Sportcenter proclamò il Butt Fumble il "peggio del peggio". Non solo i tifosi lo stavano ancora votando dieci mesi dopo l'accaduto, ma nessuna altra azione giunse vicina a contrastarlo. Il 6 settembre 2013 ESPN decise che fosse il giunto il momento di superare il Butt Fumble e ritirare la giocata dalle votazioni. Un produttore di SportsCenter spiegò che il programma necessivata di un "nuovo inizio" con la partenza della stagione 2013. Negandhi concluse: "È ora di trovare nuovo materiale e, quando tra qualche anno vedremo una pessima giocata, diremo: 'Ma possiamo paragonarlo al Butt Fumble?' Quello è ciò che definisce un'eredità." Prima di ritirare la giocata, ESPN la sottopose a un'analisi nel suo segmento "Sports Science". Lì venne mostrato come la velocità di Sanchez unita all'angolo di impatto creò una forza di oltre 589 kg, ben oltre i 56 kg necessari a creare un fumble.
La NFL mise all'asta l'uniforme di Sanchez nella partita nel maggio 2015 per beneficenza, venendola per 820 dollari. Il maggior offerente, Jake Hendrickson, da sempre tifoso dei Jets, disse che gli amici lo avevano spesso preso in giro per la giocata e di avere acquistato la maglietta per evitare che finisse in mano a qualche tifoso avversario. Disse che l'avrebbe incorniciata e messa in mostra finché i Jets non avessero vinto un altro Super Bowl e poi l'avrebbe sparata nello spazio. CBS Sports scherzò; "Praticamente quella maglia starà appesa al muro per sempre".
Il 29 settembre 2013 un'altra giocata finita sulla natiche avvenne ai NY Jets. Nella sconfitta per 38–13 contro i Titans il nuovo titolare Geno Smith subì un sack dal defensive end dei Titans Karl Klug; Smith provò a passare la palla alle sue spalle ma scivolò sul posteriore e Klug raccolse l'ovale e lo portò in end zone.
Nel 2019 la NFL nominò il Butt Fumble la 99ª miglior giocata di tutti i tempi. Gaudelli disse che tale azione fu la giocata più divertente dei primi cento anni della lega.
La giocata fu inclusa nel libro del 2021 Butt Fumbles, Fake Spikes, Mud Bowls & Heidi Games: The Top 100 Debacles of the New York Jets, di Greg Prato.
Durante i dieci anni che seguirono il Butt Fumble i Patriots ebbero un record di 18-2 contro i Jets. Questi furono l'unica squadra a non raggiungere più i play-off dopo la giocata, gli unici ad avere segnato meno di 3.000 punti, i peggiori alla pari per numero di palloni persi e quelli con il peggiore differenziale tra palloni guadagnati e persi. Al 2023 i Jets devono ancora fare ritorno nel Sunday Night Football di NBC.